# Women's Super League 2024-25
La Women's Super League 2024-25 (también conocida como Barclays Women's Super League por motivos de patrocinio) fue la decimocuarta edición de la Women's Super League, máxima división de fútbol femenino en Inglaterra. En ella participaron 12 equipos y los tres primeros en la tabla se clasificaron para la Liga de Campeones Femenina de la UEFA. Los partidos fueron retransmitidos tanto por BBC Sport, como Sky Sports y Youtube.

## Equipos
| Equipo                 | Ubicación            | Estadio                | Capacidad | temporada 2021–22    |
| ---------------------- | -------------------- | ---------------------- | --------- | -------------------- |
| Arsenal                | Holloway             | Emirates Stadium       | 60.704    | 3º                   |
| Aston Villa            | Aston                | Villa Park             | 42.640    | 7º                   |
| Brighton & Hove Albion | Crawley              | Broadfield Stadium     | 6.134     | 9º                   |
| Chelsea                | Kingston upon Thames | Kingsmeadow            | 4.850     | 1º                   |
| Crystal Palace         | Sutton               | Gander Green Lane      | 5.032     | Segunda División, 1º |
| Everton                | Liverpool            | Walton Hall Park       | 2.200     | 8º                   |
| Leicester City         | Leicester            | King Power Stadium     | 32.212    | 10º                  |
| Liverpool              | Saint Helens         | Totally Wicked Stadium | 18.000    | 4º                   |
| Manchester City        | Mánchester           | Academy Stadium        | 7.000     | 2º                   |
| Manchester United      | Mánchester           | Leigh Sports Village   | 12.000    | 5º                   |
| Tottenham Hotspur      | Leyton               | Brisbane Road          | 9.271     | 6º                   |
| West Ham United        | Dagenham             | Victoria Road          | 6.078     | 11º                  |

## Clasificación
| Pos. | Equipo                 | Pts. | PJ | G  | E | P  | GF | GC | Dif. | Clasificación o descenso                                        |
| ---- | ---------------------- | ---- | -- | -- | - | -- | -- | -- | ---- | --------------------------------------------------------------- |
| 1    | Chelsea (C)            | 60   | 22 | 19 | 3 | 0  | 56 | 13 | +43  | Fase de liga de Liga de Campeones Femenina                      |
| 2    | Arsenal                | 48   | 22 | 15 | 3 | 4  | 62 | 26 | +36  | Segunda ronda clasificatoria para la Liga de Campeones Femenina |
| 3    | Manchester United      | 44   | 22 | 13 | 5 | 4  | 41 | 16 | +25  | Primera ronda clasificatoria para la Liga de Campeones Femenina |
| 4    | Manchester City        | 43   | 22 | 13 | 4 | 5  | 49 | 28 | +21  |                                                                 |
| 5    | Brighton & Hove Albion | 28   | 22 | 8  | 4 | 10 | 35 | 41 | −6   |                                                                 |
| 6    | Aston Villa            | 25   | 22 | 7  | 4 | 11 | 32 | 44 | −12  |                                                                 |
| 7    | Liverpool              | 25   | 22 | 7  | 4 | 11 | 22 | 37 | −15  |                                                                 |
| 8    | Everton                | 24   | 22 | 6  | 6 | 10 | 24 | 32 | −8   |                                                                 |
| 9    | West Ham United        | 23   | 22 | 6  | 5 | 11 | 36 | 41 | −5   |                                                                 |
| 10   | Leicester City         | 20   | 22 | 5  | 5 | 12 | 21 | 37 | −16  |                                                                 |
| 11   | Tottenham Hotspur      | 20   | 22 | 5  | 5 | 12 | 26 | 44 | −18  |                                                                 |
| 12   | Crystal Palace (D)     | 10   | 22 | 2  | 4 | 16 | 20 | 65 | −45  | Descenso a la FA Women's Championship                           |

 Fuente: Women's Super League
Criterios de clasificación: 1) Puntos; 2) Puntos entre sí; 3) Goles a Favor

## Resultados
| Local \ Visitante      | ARS | AVL | BHA | CHE | CRY | EVE | LEI | LIV | MCI | MUN | TOT | WHU |
| ---------------------- | --- | --- | --- | --- | --- | --- | --- | --- | --- | --- | --- | --- |
| Arsenal                |     | 4–0 | 5–0 | 1–2 | 5–0 | 0–0 | 5–1 | 4–0 | 2–2 | 4–3 | 5–0 | 4–3 |
| Aston Villa            | 5–2 |     | 3–1 | 0–1 | 3–2 | 0–2 | 0–0 | 1–2 | 2–4 | 0–4 | 2–2 | 3–1 |
| Brighton & Hove Albion | 4–2 | 4–2 |     | 2–2 | 1–1 | 4–0 | 1–0 | 1–2 | 1–2 | 1–1 | 1–1 | 3–2 |
| Chelsea                | 1–0 | 1–0 | 4–2 |     | 4–0 | 2–1 | 3–1 | 1–0 | 2–0 | 1–0 | 5–2 | 2–2 |
| Crystal Palace         | 0–4 | 3–1 | 0–1 | 0–7 |     | 1–1 | 2–2 | 0–1 | 0–3 | 0–1 | 2–3 | 1–7 |
| Everton                | 1–3 | 1–1 | 2–3 | 0–5 | 3–0 |     | 4–1 | 1–0 | 2–1 | 0–1 | 1–1 | 1–1 |
| Leicester City         | 0–1 | 3–0 | 3–2 | 1–1 | 0–2 | 1–0 |     | 2–1 | 0–1 | 0–2 | 1–1 | 4–2 |
| Liverpool              | 0–1 | 1–2 | 2–1 | 0–3 | 1–1 | 0–2 | 1–1 |     | 1–2 | 3–1 | 2–2 | 1–0 |
| Manchester City        | 3–4 | 2–1 | 1–0 | 1–2 | 5–2 | 1–1 | 4–0 | 4–0 |     | 2–4 | 4–0 | 2–0 |
| Manchester United      | 1–1 | 0–0 | 3–0 | 0–1 | 3–1 | 2–0 | 2–0 | 4–0 | 2–2 |     | 3–0 | 3–0 |
| Tottenham Hotspur      | 0–3 | 2–3 | 0–1 | 0–1 | 4–0 | 2–1 | 1–0 | 2–3 | 1–2 | 0–1 |     | 2–1 |
| West Ham United        | 0–2 | 2–3 | 3–1 | 0–5 | 5–2 | 2–0 | 1–0 | 1–1 | 1–1 | 0–0 | 2–0 |     |